# Suspiratio
Suspiratio (także stenasmus) – figura retoryczna w muzyce renesansu i baroku odzwierciedlająca westchnienie. Zazwyczaj była to krótka pauza.